# Heliga Trefaldighets kapell
Heliga Trefaldighets kapell var församlingskyrka i Backaryds församling åren 1640-1799. Kyrkan såldes på auktion 1800 och ersattes av Backaryds kyrka som vid den tiden hette Heliga Trefaldighets kyrkan.

## Historik
Kapellet började byggas 1630. 19 maj 1639 godkände Danmarks kung Christian IV den som sockenkyrka. Den invigdes 25 juni 1640 av Lunds stifts biskop Peder Winstrup. Runt 1690 byggdes kyrkan till i öster och 1700-1710 byggde man ut på norra sidan.
Kyrkan såldes 1800 på en offentlig aktion. Enligt tradition såldes kyrkan till Ronneby brunn och uppfördes på brunnsområdet för att bli kontorslokal.

## Tidigare inventarier
- 2 ljuskronor av mässing, den ena skänkt och den andra köpt 1757.
- 4 kronor av träd.
- Porträtt av biskop Hahn.
- Porträtt av biskopinnan Hahn.
- 2 skepp.
  - Brudkrona av förgyllt silver med briljanter.
- Sockenbudskalk av silver med följande inskription: Denne kalch er giort på Bagery kirkes bekostning anno 1659.